# Boletinellaceae
Boletinellaceae is een botanische naam, voor een familie van schimmels. De familie bevat volgens Index Fungorum 24 soorten verdeeld over drie geslachten (peildatum oktober 2020):
- Boletinellus (5)
- Phaeogyroporus (1)
- Phlebopus (17)